# Station des Forces canadiennes Lac-Saint-Denis
Station des Forces canadiennes Lac-Saint-Denis var en militärbas i Kanada.   Den låg i provinsen Québec, i den sydöstra delen av landet, 120 km nordost om huvudstaden Ottawa. Station des Forces canadiennes Lac-Saint-Denis låg 443 meter över havet.